# 마티외 군
군론에서 마티외 군(Mathieu群, 영어: Mathieu group) {\displaystyle M_{11}}, {\displaystyle M_{12}}, {\displaystyle M_{22}}, {\displaystyle M_{23}}, {\displaystyle M_{24}}는 각각 11개·12개·22개·23개·24개의 원소들 위의 대칭군의 부분군으로 나타낼 수 있는 5개의 산재군이다.

## 정의
마티외 군 {\displaystyle M_{11}}, {\displaystyle M_{12}}, {\displaystyle M_{22}}, {\displaystyle M_{23}}, {\displaystyle M_{24}}는 5개의 유한 단순군이다. {\displaystyle M_{k}}는 각각 대칭군 {\displaystyle \operatorname {Sym} (k)}의 부분군으로 나타낼 수 있으며, 구체적으로 다음과 같이 작도할 수 있다.

### 슈타이너 계를 통한 정의
유한체 {\displaystyle \mathbb {F} _{p^{n}}} 위의 아핀 평면 {\displaystyle \mathbb {A} _{\mathbb {F} _{p^{n}}}^{2}}에서, 2개의 직선은 유일한 점을 결정하므로, 이는 슈타이너 계 {\displaystyle S(2,p^{n},p^{2n})}를 이룬다. 유한체 {\displaystyle \mathbb {F} _{3}} 위의 아핀 평면은 슈타이너 계 {\displaystyle S(2,3,9)}를 이루며, 이 슈타이너 계는 유일하다. {\displaystyle S(2,3,9)}에 점들을 추가하여, {\displaystyle S(3,4,10)}, {\displaystyle S(4,5,11)}, {\displaystyle S(5,6,12)}를 만들 수 있다. 이들 역시 동형에 대하여 유일하다.
슈타이너 계 {\displaystyle S(5,6,12)}의 자기 동형군은 대칭군 {\displaystyle \operatorname {Sym} (12)}의 부분군이며, 이는 {\displaystyle M_{12}}와 같다. 즉, 마티외 군 {\displaystyle M_{12}} 크기 12의 집합 {\displaystyle \{1,2,\dots ,12\}}에 작용하며, 이 작용은 5-정추이적(영어: sharply 5-transitive)이다. 따라서, {\displaystyle k=1,2,3,4,5}에 대하여, 점들의 {\displaystyle k}-튜플에 대한 안정자군은 튜플의 선택에 관계없이 서로 동형이다. 이로서 6개의 군
{\displaystyle M_{12-k}\qquad (k=0,1,2,3,4,5)}
을 정의할 수 있으며, 마지막 군 {\displaystyle M_{7}}은 자명군이다.
슈타이너 계 {\displaystyle S(5,8,24)} 역시 유일하며, 이를 비트 디자인(영어: Witt design)이라고 한다. 이 슈타이너 계의 자기 동형군은 마티외 군 {\displaystyle M_{24}}와 동형이며, {\displaystyle M_{24}}의 크기 24의 집합 위의 작용은 5-추이적(영어: transitive)이지만 5-정추이적이지 않다. 위와 마찬가지로, 1~5개의 점들에 대한 안정자군을 취하여, 6개의 군
{\displaystyle M_{24-k}\qquad (k=0,1,2,3,4,5)}
을 정의할 수 있다. 작용이 정추이적이지 않으므로, 마지막 군 {\displaystyle M_{19}}는 자명군이 아니다.
이 군들 가운데, 오직 {\displaystyle M_{24}}, {\displaystyle M_{23}}, {\displaystyle M_{22}}, {\displaystyle M_{21}}, {\displaystyle M_{12}}, {\displaystyle M_{11}}만이 단순군이고, 이 가운데 {\displaystyle M_{21}}은 예외적인 동형으로 인하여 산재군이 아니다.

### 순열군으로서의 표현
체 {\displaystyle K} 위의 사영 특수선형군 {\displaystyle \operatorname {PSL} _{2}(K)}는 {\displaystyle K} 위의 사영 직선 {\displaystyle K\sqcup \{\infty \}} 위의 분수선형변환(뫼비우스 변환)들의 군과 같다.

#### M12
크기 144×660의 마티외 군 {\displaystyle M_{12}}는 크기 660의 사영 특수선형군 {\displaystyle \operatorname {PSL} _{2}(\mathbb {F} _{11})}을 부분군으로 가지며, 이는 극대 부분군이다. {\displaystyle \operatorname {PSL} _{2}(\mathbb {F} _{11})}를 사영 직선 {\displaystyle \mathbb {P} _{\mathbb {F} _{11}}^{1}} 위의 순열군으로 나타내자. 그렇다면, {\displaystyle M_{12}\setminus \operatorname {PSL} _{2}(\mathbb {F} _{11})}에 속하는 임의의 한 원소만을 제시하면, 이로부터 {\displaystyle M_{12}}가 생성된다. 이러한 원소의 예로는 다음이 있다.
- (0123456789A)
- (1A)(25)(37)(48)(69)
- (26A7)(3945)

여기서
{\displaystyle \mathbb {P} _{\mathbb {F} _{11}}^{1}=\{0,1,2,3,4,5,6,7,8,9,\mathrm {A} ,\infty \}}
이다.

#### M24
크기가 40320×6072인 군 {\displaystyle M_{24}}는 크기가 6072인 부분군 {\displaystyle \operatorname {PSL} _{2}(\mathbb {F} _{23})}을 가지며, 이는 극대 부분군이다. 따라서, 마찬가지로 {\displaystyle M_{24}\setminus \operatorname {PSL} _{2}(\mathbb {F} _{23})}에 속하는 임의의 원소를 제시하면 {\displaystyle M_{24}}가 완전히 결정된다. 이러한 원소의 예로는 다음이 있다.
- (0123456789ABCDEFGHIJKLM)
- (0∞)(1M)(2B)(3F)(4H)(59)(6J)(7D)(8K)(AG)(CL)(EI)
- (2G968)(3CDI4)(7HABM)(EJLKF)

여기서
{\displaystyle \mathbb {P} _{\mathbb {F} _{23}}^{1}=\{0,1,2,3,4,5,6,7,8,9,\mathrm {A} ,\mathrm {B} ,\mathrm {C} ,\mathrm {D} ,\mathrm {E} ,\mathrm {F} ,\mathrm {G} ,\mathrm {H} ,\mathrm {I} ,\mathrm {J} ,\mathrm {K} ,\mathrm {L} ,\mathrm {M} ,\infty \}}
이다.

### 이진 골레 부호로의 작도
이진 골레 부호는 24차원 벡터 공간 {\displaystyle \mathbb {F} _{2}^{24}}의 특별한 12차원 부분 공간이다. 이진 골레 부호의 자기 동형군은 마티외 군 {\displaystyle M_{24}}와 동형이다.
이진 골레 부호는 12비트의 정보를 24비트의 부호에 저장한다. 12개의 비트 1로 구성된 부호(영어: dodecad)의 안정자군은 마티외 군 {\displaystyle M_{12}}와 동형이다.

## 성질
마티외 군들의 크기와 성질은 다음과 같다.
| 군               | 크기              | 성질                                |
| ---------------- | ----------------- | ----------------------------------- |
| M24              | 48·20·21·22·23·24 | 5-추이군, 단순군                    |
| M23              | 48·20·21·22·23    | 4-추이군, 단순군                    |
| M22              | 48·20·21·22       | 3-추이군, 단순군                    |
| M21 = PSL3(𝔽4)   | 48·20·21          | 2-추이군, 단순군                    |
| M20              | 48·20             | 단순군이 아님                       |
| M19              | 48                | 단순군이 아님                       |
| M12              | 8·9·10·11·12      | 5-정추이군, 단순군                  |
| M11              | 8·9·10·11         | 4-정추이군, 단순군                  |
| M10              | 8·9·10            | 3-정추이군. 단순군이 아님           |
| M9 = PSU3(𝔽4/𝔽2) | 8·9               | 2-정추이군. 단순군이 아님           |
| M8 = Q8          | 8                 | 사원수군. 1-정추이군. 단순군이 아님 |
| M7 = 1           | 1                 | 자명군                              |

마티외 군 {\displaystyle M_{19}}는 구체적으로 다음과 같은 꼴의 행렬군이다.:4
{\displaystyle \left\{{\begin{pmatrix}a&0&0\\b&a^{-1}&0\\c&0&1\end{pmatrix}}\colon a\in \mathbb {F} _{4}^{\times },\;b,c\in \mathbb {F} _{4}\right\}}

### 다중 추이군
임의의 유한군 {\displaystyle G}에 대하여, 순환군 {\displaystyle \operatorname {Sym} (n)}은 항상 {\displaystyle n}-정추이군(영어: sharply {\displaystyle n}-transitive group)이며, 교대군 {\displaystyle \operatorname {Alt} (n+2)} 역시 {\displaystyle n}-정추이군이다.
- 모든 6-추이군은 순환군이나 교대군이다.
- 순환군이나 교대군이 아닌 유한군 가운데, 5-추이군인 것은 {\displaystyle M_{24}}와 {\displaystyle M_{12}}밖에 없으며, 이 가운데 {\displaystyle M_{12}}만이 5-정추이군이다.
- 순환군이나 교대군이 아닌 유한군 가운데, 4-추이군이지만 5-추이군이 아닌 것은 {\displaystyle M_{23}}과 {\displaystyle M_{11}}밖에 없으며, 이 가운데 {\displaystyle M_{11}}만이 4-정추이군이다.

## 역사
프랑스의 수학자 에밀 마티외(영어: Émile Mathieu)가 1861년 논문에서 {\displaystyle M_{12}}:271와 {\displaystyle M_{24}}:274를 최초로 언급하였고, 이후 1873년에 이들 두 군에 대한 추가 성질들을 제시하였다.
그러나 마티외가 제시한 두 군이 실재하는지, 이들이 교대군과 동형이 아닌지는 이후 수십 년 동안 논란의 대상이었다.  1898년에 미국의 수학자 조지 에이브럼 밀러(영어: George Abram Miller, 1863~1951)는 {\displaystyle M_{24}}가 존재하지 않는다는 "증명"을 발표하였으나, 이후 1900년에 자신이 "증명"이 오류였음을 시인하였다.
1938년에 에른스트 비트(독일어: Ernst Witt)가 마티외 군들을 슈타이너 계의 자기 동형군으로 나타내었고, 마티외 군에 대한 논란을 종식시켰다.
마티외 군들은 산재군들 가운데 최초로 발견된 것이었으며, 1965년에 얀코 군 {\displaystyle J_{1}}이 발견되기 이전에 알려진 유일하게 알려진 산재군이었다.

## 참고 문헌
1. ↑  Choi, Chang (1972). “On subgroups of M24. I. Stabilizers of subsets”. 《Transactions of the American Mathematical Society》 (영어) 167: 1-27. doi:10.1090/S0002-9947-1972-0294472-0. MR 0294472.
2. 1 2 3  Mathieu, Émile (1861). “Mémoire sur l'étude des fonctions de plusieurs quantités, sur la manière de les former et sur les substitutions qui les laissent invariables”. 《Journal de Mathématiques Pures et Appliquées》 (프랑스어) 6: 241–323.
3. ↑  Mathieu, Émile (1873). “Sur la fonction cinq fois transitive de 24 quantités”. 《Journal de Mathématiques Pures et Appliquées》 (프랑스어) 18: 25–46. JFM 05.0088.01.[깨진 링크(과거 내용 찾기)]
4. ↑  Miller, G. A. (1898). “On the supposed five-fold transitive function of 24 elements and 19!/48 values.”. 《Messenger of Mathematics》 (영어) 27: 187–190.
5. ↑  Miller, G. A. (1900). “Sur plusieurs groupes simples”. 《Bulletin de la Société Mathématique de France》 (프랑스어) 28: 266–267. JFM 31.0137.02.
6. ↑  
Witt, Ernst (1938). “über Steinersche Systeme”. 《Abhandlungen aus dem Mathematischen Seminar der Universität Hamburg》 (독일어) 12: 265–275. doi:10.1007/BF02948948. ISSN 0025-5858.
7. ↑  Witt, Ernst (1938). “Die 5-fach transitiven Gruppen von Mathieu”. 《Abhandlungen aus dem Mathematischen Seminar der Universität Hamburg》 (독일어) 12: 256–264. doi:10.1007/BF02948947.

- Conway, J. H.; N. J. A. Sloane (1999). 《Sphere Packings, Lattices and Groups》 (영어) 3판. Springer.
- Rotman, Joseph (1994). 《An introduction to the theory of groups》. Graduate Texts in Mathematics (영어) 148 4판. Springer. doi:10.1007/978-1-4612-4176-8. ISBN 978-1-4612-8686-8. ISSN 0072-5285. Zbl 0810.20001.
- Boya, Luis J. (2011). “Introduction to sporadic groups”. 《Symmetry, Integrability and Geometry: Methods and Applications》 (영어) 7 (9). arXiv:1101.3055. Bibcode:2011SIGMA...7..009B. doi:10.3842/SIGMA.2011.009.